# E-Type
Bo Martin Erik Eriksson (n. 27 august 1965, Uppsala Cathedral Assembly⁠(d), Uppsala län, Suedia), mai bine cunoscut sub numele de E-Type, este un cântăreț suedez de muzică eurodance.

## Biografie

### Anii copilăriei
Tatăl său este Bo ("Bosse") G. Eriksson, cunoscut pentru emisiunea TV "Vetenskapens Värld" (Lumea științei). Numele mamei sale este Elisabeth.
În adolescență, E-Type și familia sa s-au mutat la Bromma, o suburbie din partea de vest a capitalei Stockholm. Și-a început cariera muzicală în anii 1980, ca toboșar în formațiile Maninnya Blade și Hexenhaus.